# Greensboro (North Carolina)
Greensboro ist eine City in und neben Hillsborough County Seat von Guilford County im US-Bundesstaat North Carolina. Das U.S. Census Bureau ermittelte bei der Volkszählung 2020 eine Einwohnerzahl von 299.035.
Greensboro ist die drittgrößte Stadt in North Carolina und die größte Stadt der Piedmont-Triad-Region.

## Geschichte
Die 1808 als Greensborough gegründete Stadt liegt in der Mitte North Carolinas in der Region Piedmont („am Fuße des Berges“). Hier kreuzen sich die Autobahnen Interstate 85 und Interstate 40.
Vier afroamerikanische Studenten haben hier 1960 in einem Restaurant, das für Weiße reserviert war, das erste Sit-in veranstaltet, um gegen Rassendiskriminierung zu protestieren. Später, im Jahre 1979, ereignete sich in Greensboro ein Massaker, als Mitglieder der American Nazi Party und des Ku-Klux-Klans fünf Demonstranten ermordeten. Die Täter wurden durch eine Jury, die nur aus Weißen bestand, freigesprochen.

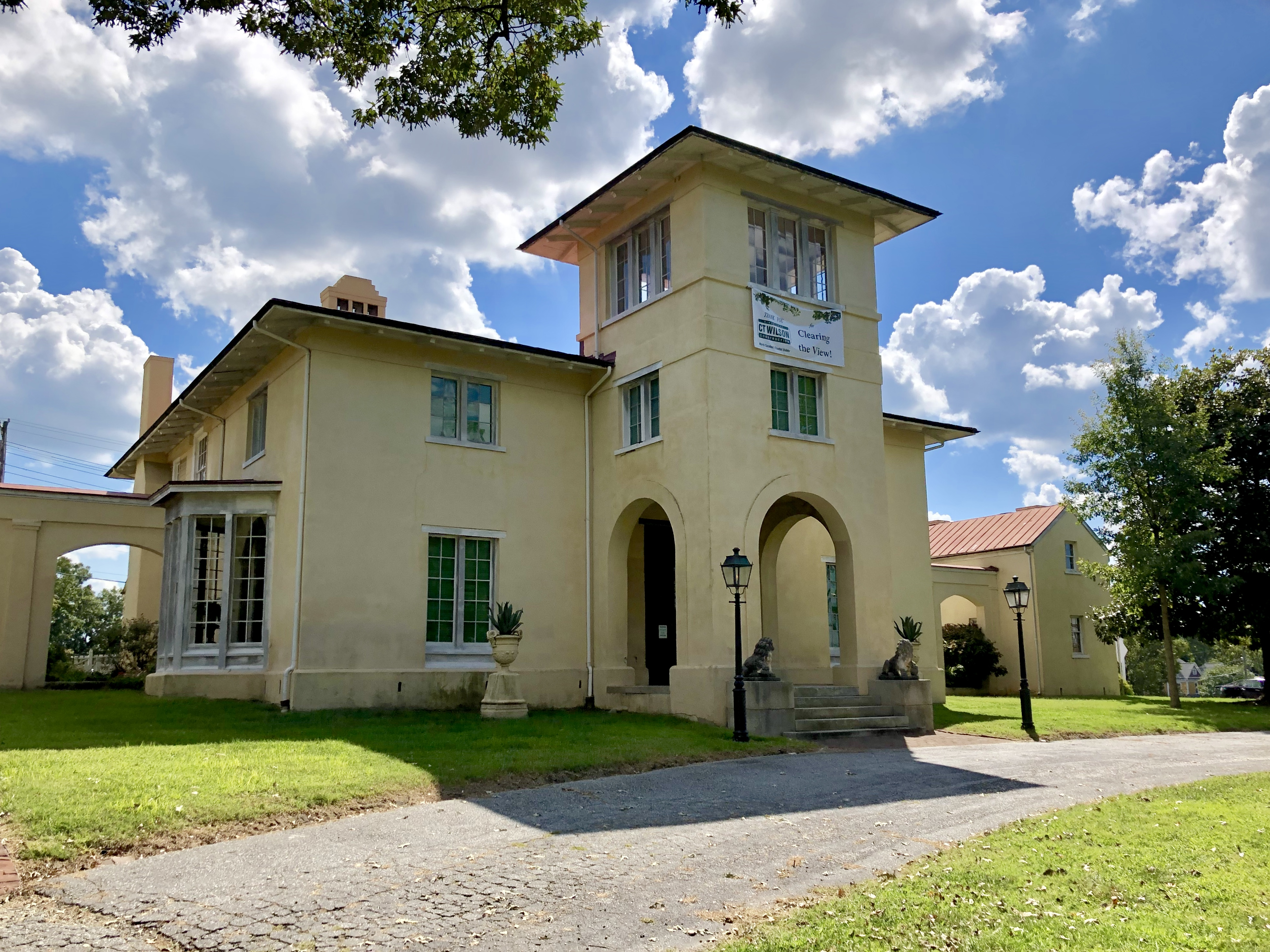
Blandwood Mansion and Gardens hat seit Juni 1988 den Status eines National Historic Landmarks.

56 Bauwerke und Stätten im County sind im National Register of Historic Places (NRHP) eingetragen (Stand 27. September 2020), wobei das Guilford Court House Battlefield und Blandwood Mansion and Gardens den Status eines National Historic Landmarks haben.

### Einwohnerentwicklung
| Jahr | Einwohner¹ |
| ---- | ---------- |
| 2000 | 236.152    |
| 2010 | 268.877    |
| 2020 | 299.035    |

¹ 2000–2020: Volkszählungsergebnisse

## Politik

### Städtepartnerschaften
Greensboros Partnerstädte sind Chișinău in der Republik Moldau und Montbéliard in Frankreich.

## Wirtschaft und Infrastruktur

### Wirtschaft
Greensboros ehemals auf Textilien, Tabak und Möbel ausgerichtete Wirtschaft hat sich in den letzten Jahrzehnten in Richtung Handel, Logistik und Technologie entwickelt, begünstigt durch die zentrale Lage im Bundesstaat und der Region und die Nähe zum wirtschaftlich und demographisch stark wachsenden Research Triangle der Metropolregion Raleigh-Durham-Chapel Hill. Ansässige Unternehmen umfassen unter anderem die ehemalige Lorillard Tobacco Company, ältester Tabakhersteller der USA, heute der R. J. Reynolds Tobacco Company zugehörig, bekannt für Marken wie Newport und Winston; weiterhin den jungen Geschäftsflugzeughersteller Honda Aircraft Company, den Halbleiterhersteller Qorvo und den nordamerikanischen Geschäftszweig des LKW-Herstellers Volvo Trucks sowie den der Volvo-Aktiengesellschaft zugehörige LKW-Hersteller Mack Trucks. FedEx Ground betreibt ein regionales Umschlagdepot für seine Paketdienste in der Stadt.
Die größten Arbeitgeber waren 2018:
| Arbeitgeber                                 | Arbeitnehmer |
| ------------------------------------------- | ------------ |
| Cone Health                                 | 9425         |
| Guilford County School System               | 9008         |
| University of North Carolina at Chapel Hill | 3175         |
| City of Greensboro                          | 2913         |
| UnitedHealth                                | 2861         |
| Guilford County Gouvernment                 | 2428         |
| United States Postal Service                | 2300         |
| Ralph Lauren                                | 2201         |
| Unifi Inc.                                  | 2153         |
| HAECO                                       | 2000         |

### Verkehr
Der örtliche Flughafen ist der Piedmont Triad International Airport westlich der Stadt.

### Hochschulen
- University of North Carolina at Greensboro (UNCG)
- North Carolina Agricultural and Technical State University (NCA&T)
- Guilford College
- Bennett College
- Greensboro College
- Guilford Technical Community College
- Elon University School of Law (Eröffnung Herbst 2006)

## Sport
Die Greensboro Grasshoppers sind die örtliche Baseballmannschaft, die in der South Atlantic League spielt. Jeden Herbst findet im Forest Oaks Country Club das traditionsreiche Golfturnier, die Wyndham Championship, früher Chrysler Classic of Greensboro, statt, eine der ältesten Veranstaltungen der PGA.
Mit den inzwischen aufgelösten Greensboro Monarchs und den Greensboro Generals verfügte die Stadt über zwei Eishockeyfranchises, die am Spielbetrieb der East Coast Hockey League teilnahmen.
Seit 2016 spielen die Greensboro Swarm in der NBA G-League.

## Persönlichkeiten
- O. Henry (1862–1910), Schriftsteller
- Sonny Terry (1911–1986), Bluesmusiker
- Thomas Berry (1914–2009), Theologe, Kulturhistoriker und Autor
- Red Prysock (1926–1993), R&B- und Jazzmusiker
- Billy „Crash“ Craddock (* 1939), Country- und Rock-’n’-Roll-Musiker
- Michael Anthony Foster (1939–2020), Science-Fiction-Autor
- Henry Flynt (* 1940), Avantgardekünstler
- Louis Clyde Hudson (1944–2014), Basketballspieler
- Terry Plumeri (1944–2016), Musiker und Filmkomponist
- Carolyn B. Maloney (* 1946), US-Kongressabgeordnete
- Julie Horney (1948–2016), Psychologin, Soziologin, Kriminologin
- Bob McAdoo (* 1951), Basketballspieler
- Dennis Wilson (* 1952), Jazzmusiker
- Charles Foster (1953–2019), Hürdenläufer
- Charlotte Fox (1957–2018), Bergsteigerin
- Shannon Cochran (* 1958), Film- und Theaterschauspielerin
- Gregory Charles Royal (* 1961), Jazzposaunist
- Ken Jeong (* 1969), Comedian und Schauspieler
- Brett Claywell (* 1978), Schauspieler
- Jamath Shoffner (* 1978), Fußballspieler und -trainer
- Caroline Lind (* 1982), Ruderin
- John Isner (* 1985), Tennisspieler
- MacKenzie Mauzy (* 1988), Schauspielerin
- Keenan Allen (* 1992), American-Football-Spieler
- Isaac Cole Powell (* 1994), Schauspieler und Model
- D. J. Reader (* 1994), American-Football-Spieler
- Emmanuel Moseley (* 1996), American-Football-Spieler
- Hendon Hooker (* 1998), American-Football-Spieler
- Nick Emmanwori (* 2004), American-Football-Spieler

## Klimatabelle
|                       | Jan  | Feb  | Mär  | Apr  | Mai   | Jun  | Jul   | Aug  | Sep  | Okt  | Nov  | Dez  |   |         |
| Mittl. Tagesmax. (°C) | 8,2  | 10,4 | 15,7 | 20,9 | 25,0  | 28,7 | 30,5  | 29,7 | 26,6 | 21,1 | 15,8 | 10,3 | ⌀ | 20,3    |
| Mittl. Tagesmin. (°C) | −3,0 | −1,5 | 3,0  | 7,6  | 12,6  | 17,0 | 19,4  | 18,8 | 15,3 | 8,4  | 3,6  | −0,8 | ⌀ | 8,4     |
|                       |      |      |      |      |       |      |       |      |      |      |      |      |   |         |
| Niederschlag (mm)     | 80,5 | 84,3 | 94,5 | 72,1 | 102,1 | 96,8 | 114,6 | 98,6 | 89,4 | 88,9 | 75,4 | 85,3 | Σ | 1.082,5 |
|                       |      |      |      |      |       |      |       |      |      |      |      |      |   |         |
| Regentage (d)         | 8,3  | 8,2  | 9,0  | 7,4  | 8,6   | 7,8  | 9,2   | 7,7  | 5,3  | 5,9  | 6,5  | 7,8  | Σ | 91,7    |

| −3,0 |

| −1,5 |

| 3,0 |

| 7,6 |

| 12,6 |

| 17,0 |

| 19,4 |

| 18,8 |

| 15,3 |

| 8,4 |

| 3,6 |

| −0,8 |

| −3,0 |

| −1,5 |

| 3,0 |

| 7,6 |

| 12,6 |

| 17,0 |

| 19,4 |

| 18,8 |

| 15,3 |

| 8,4 |

| 3,6 |

| −0,8 |